# 도와촌 (사이타마현)
도와촌(東和村)은 사이타마현 기타카쓰시카군에 설치되었던 촌이다. 현재의 미사토시에 해당한다.